# کارل زیخ
کارِل زیخ (چکی: Karel Zich; ۱۰ ژوئن ۱۹۴۹ – ۱۳ ژوئیهٔ ۲۰۰۴) خواننده، گیتاریست و آهنگساز اهل کشور جمهوری چک بود که صدای او اغلب با الویس پریسلی مقایسه می شد.